# تمیک (منطقه پلهریمو)
تمیک (منطقه پلهریمو) (به چکی: Těmice (Pelhřimov District)) یک ناحیه در جمهوری چک است که در Pelhřimov District واقع شده‌است.

## خصوصیات
تمیک ۲۸٫۵۹ کیلومترمربع مساحت و ۳۸۸ نفر جمعیت دارد و ۶۲۸ متر بالاتر از سطح دریا واقع شده‌است.